# Archepiolus schmidi
Archepiolus schmidi is een vlinder uit de familie van de Neopseustidae. De wetenschappelijke naam van de soort is voor het eerst geldig gepubliceerd in 1971 door Mutuura.